# Ian Banbury
Ian Banbury (Hemel Hempstead, Hertfordshire, 27 de novembre de 1957) va ser un ciclista anglès que fou professional entre 1978 i 1986, sent el seu principal èxits esportius una medalla de bronze aconseguida als Jocs Olímpics de Mont-real. Combinà el ciclisme en pista amb la carretera destacant el campionat nacional en ruta.

## Palmarès
- 1976
  -  Medalla de bronze als Jocs Olímpics de Mont-real en persecució per equips, junt a Ian Hallam, Michael Bennett i Robin Croker
- 1978
  - Vencedor d'una etapa del Kellogg's Tour
- 1980
  - Vencedor d'una etapa del Yorkshire Classic
- 1982
  - Vencedor d'una etapa del Girvan 3-Day
- 1983
  - 1r al Tour of Delyn
- 1984
  - Vencedor d'una etapa del White Rose 2-Day
  - Vencedor d'una etapa del Mercian 2-Day
- 1985
  -  Campió del Regne Unit en ruta